# Liste des résolutions du Conseil de sécurité des Nations unies sur le Soudan du Sud
Cet article dresse une liste des résolutions du Conseil de sécurité des Nations unies concernant le Soudan du Sud.

## Soudan du Sud
Le Soudan du Sud, en forme longue république du Soudan du Sud, est un pays d'Afrique orientale. Le Soudan du Sud a fait sécession du Soudan le 9 juillet 2011.

### 2011
- Résolution 1999 : admission d'un nouveau membre : le Soudan du Sud (adoptée le 13 juillet 2011).
- Résolution 2003 : rapports du secrétaire général sur le Soudan (adoptée le 29 août 2011).
- Résolution 2024 : rapports du secrétaire général sur le Soudan (adoptée le 14 décembre 2011.
- Résolution 2032 : rapports du secrétaire général sur le Soudan (adoptée le 22 décembre 2011).

### 2012
- Résolution 2035 : rapports du secrétaire général sur le Soudan (adoptée le 17 février 2012).
- Résolution 2046 : rapports du secrétaire général sur le Soudan (adoptée le 2 mai 2012).
- Résolution 2047 : rapports du secrétaire général sur le Soudan (adoptée le 17 mai 2012).
- Résolution 2057 : rapports du secrétaire général sur le Soudan (adoptée le 5 juillet 2012).
- Résolution 2063 : rapports du secrétaire général sur le Soudan (31 juillet 2012).
- Résolution 2075 : rapports du secrétaire général sur le Soudan (adoptée le 16 novembre 2012 lors de la 6864e séance).

### 2013
- Résolution 2091 : rapports du secrétaire général sur le Soudan (adoptée le 14 février 2013 lors de la 6920e séance).
- Résolution 2104 : la situation au Soudan et au Soudan du Sud (adoptée le 29 mai 2013 lors de la 6970e séance).
- Résolution 2109 : rapports du secrétaire général sur le Soudan (adoptée le 11 juillet 2013 lors de la 6998e séance).
- Résolution 2113 : rapports du secrétaire général sur le Soudan (adoptée le 30 juillet 2013 lors de la 7013e séance).
- Résolution 2126 : la situation au Soudan et au Sud-Soudan (adoptée le 25 novembre 2013 lors de la 7067e séance).
- Résolution 2132 : rapports du secrétaire général sur le Soudan et le Soudan du Sud (adoptée le 24 décembre 2013 lors de la 7091e séance).

### 2014
- Résolution 2138 : rapports du secrétaire général sur le Soudan (adoptée le 13 février 2014).
- Résolution 2148 : rapports du secrétaire général sur le Soudan et le Soudan du Sud (adoptée le 3 avril 2014).
- Résolution 2155 : rapports du secrétaire général sur le Soudan et le Soudan du Sud (adoptée le 27 mai 2014).
- Résolution 2156 : rapports du secrétaire général sur le Soudan et le Soudan du Sud (adoptée le 29 mai 2014).
- Résolution 2173 : rapports du secrétaire général sur le Soudan et le Soudan du Sud (adoptée le 27 août 2014 lors de la 7250e séance).
- Résolution 2179 : rapports du secrétaire général sur le Soudan et le Soudan du Sud (adoptée le 14 octobre 2014 lors de la 7276e séance).
- Résolution 2187 : rapports du secrétaire général sur le Soudan et le Soudan du Sud (adoptée le 25 novembre 2014 lors de la 7322e séance).

### 2015
- Résolution 2200 : rapports du secrétaire général sur le Soudan et le Soudan du Sud (adoptée le 12 février 2015).
- Résolution 2223 : rapports du secrétaire général sur le Soudan et le Soudan du Sud (adoptée le 28 mai 2015).
- Résolution 2228 : rapports du secrétaire général sur le Soudan et le Soudan du Sud (adoptée le 29 juin 2015).
- Résolution 2230 : rapports du secrétaire général sur le Soudan et le Soudan du Sud (adoptée le 14 juillet 2015).
- Résolution 2241 : rapports du secrétaire général sur le Soudan et le Soudan du Sud (adoptée le 9 octobre 2015).
- Résolution 2251 : rapports du secrétaire général sur le Soudan et le Soudan du Sud (adoptée le 15 décembre 2015).
- Résolution 2252 : rapports du secrétaire général sur le Soudan et le Soudan du Sud (adoptée le 15 décembre 2015).

### 2016
- Résolution 2265 : rapports du secrétaire général sur le Soudan et le Soudan du Sud (adoptée le 10 février 2016).
- Résolution 2271 : rapports du secrétaire général sur le Soudan et le Soudan du Sud (adoptée le 2 mars 2016).
- Résolution 2280 : rapports du secrétaire général sur le Soudan et le Soudan du Sud (adoptée le 7 avril 2016).
- Résolution 2287 : rapports du secrétaire général sur le Soudan et le Soudan du Sud (adoptée le 12 mai 2016).
- Résolution 2290 : rapports du secrétaire général sur le Soudan et le Soudan du Sud (adoptée le 31 mai 2016).
- Résolution 2296 : rapports du secrétaire général sur le Soudan et le Soudan du Sud (adoptée le 29 juin 2016).
- Résolution 2302 : rapports du secrétaire général sur le Soudan et le Soudan du Sud (adoptée le 29 juillet 2016).
- Résolution 2304 : rapports du secrétaire général sur le Soudan et le Soudan du Sud (adoptée le 12 août 2016).
- Résolution 2318 : rapports du secrétaire général sur le Soudan et le Soudan du Sud (adoptée le 15 novembre 2016).
- Résolution 2326 : rapports du secrétaire général sur le Soudan et le Soudan du Sud (adoptée le 15 décembre 2016).
- Résolution 2327 : rapports du secrétaire général sur le Soudan et le Soudan du Sud (adoptée le 16 décembre 2016).

### 2017
- Résolution 2340 : rapports du secrétaire général sur le Soudan et le Soudan du Sud (adoptée le 8 février 2017)
- Résolution 2352 : rapports du secrétaire général sur le Soudan et le Soudan du Sud (adoptée le 15 mai 2017)
- Résolution 2353 : rapports du secrétaire général sur le Soudan et le Soudan du Sud (adoptée le 24 mai 2017)
- Résolution 2363 : rapports du secrétaire général sur le Soudan et le Soudan du Sud (adoptée le 29 juin 2017)
- Résolution 2386 : rapports du secrétaire général sur le Soudan et le Soudan du Sud (adoptée le 15 novembre 2017)
- Résolution 2392 : rapports du secrétaire général sur le Soudan et le Soudan du Sud (adoptée le 14 décembre 2017)

### 2018
- Résolution 2400 : rapports du secrétaire général sur le Soudan et le Soudan du Sud (adoptée le 8 février 2018)
- Résolution 2406 : rapports du secrétaire général sur le Soudan et le Soudan du Sude (adoptée le 15 mars 2018)
- Résolution 2411 : rapports du secrétaire général sur le Soudan et le Soudan du Sud (adoptée le 13 avril 2018)
- Résolution 2412 : rapports du secrétaire général sur le Soudan et le Soudan du Sud (adoptée le 23 avril 2018)
- Résolution 2416 : rapports du secrétaire général sur le Soudan et le Soudan du Sud (adoptée le 15 mai 2018)
- Résolution 2418 : rapports du secrétaire général sur le Soudan et le Soudan du Sud (adoptée le 31 mai 2018)
- Résolution 2425 : rapports du secrétaire général sur le Soudan et le Soudan du Sud (adoptée le 29 juin 2018)
- Résolution 2428 : rapports du secrétaire général sur le Soudan et le Soudan du Sud (adoptée le 13 juillet 2018)
- Résolution 2429 : rapports du secrétaire général sur le Soudan et le Soudan du Sud (adoptée le 13 juillet 2018)
- Résolution 2438 : rapports du secrétaire général sur le Soudan et le Soudan du Sud (adoptée le 11 octobre 2018)
- Résolution 2445 : rapports du secrétaire général sur le Soudan et le Soudan du Sud (adoptée le 15 novembre 2018)

### 2019
- Résolution 2455 : rapports du secrétaire général sur le Soudan et le Soudan du Sude[6](adoptée le 7 février 2019)
- Résolution 2459 : rapports du secrétaire général sur le Soudan et le Soudan du Sude (adoptée le 15 mars 2019)
- Résolution 2465 : rapports du secrétaire général sur le Soudan et le Soudan du Sud (adoptée le 12 avril 2019)
- Résolution 2469 : rapports du secrétaire général sur le Soudan et le Soudan du Sud (adoptée le 14 mai 2019)
- Résolution 2471 : rapports du secrétaire général sur le Soudan et le Soudan du Sude (adoptée le 30 mai 2019)
- Résolution 2479 : rapports du secrétaire général sur le Soudan et le Soudan du Sude (adoptée le 27 juin 2019)
- Résolution 2492 : rapports du secrétaire général sur le Soudan et le Soudan du Sud (adoptée le 15 octobre 2019)
- Résolution 2495 : rapports du secrétaire général sur le Soudan et le Soudan du Sud (adoptée le 31 octobre 2019)
- Résolution 2497 : la situation à Abyei (adoptée le 14 novembre 2019)

### 2020
- Résolution 2508 : rapports du secrétaire général sur le Soudan et le Soudan du Sud (adoptée le 11 février 2020)
- Résolution 2514 : rapports du secrétaire général sur le Soudan et le Soudan du Sud (adoptée le 12 mars 2020)
- Résolution 2517 : rapports du secrétaire général sur le Soudan et le Soudan du Sud (adoptée le 30 mars 2020)
- Résolution 2519 : rapports du secrétaire général sur le Soudan et le Soudan du Sud (adoptée le 14 mai 2020)
- Résolution 2521 : rapports du secrétaire général sur le Soudan et le Soudan du Sud (adoptée le 29 mai 2020)
- Résolution 2523 : rapports du secrétaire général sur le Soudan et le Soudan du Sud (adoptée le 29 mai 2020)
- Résolution 2524 : rapports du secrétaire général sur le Soudan et le Soudan du Sud (adoptée le 4 juin 2020)
- Résolution 2525 : rapports du secrétaire général sur le Soudan et le Soudan du Sud (adoptée le 4 juin 2020
- Résolution 2550 : rapports du secrétaire général sur le Soudan et le Soudan du Sud (adoptée le 12 novembre 2020)
- Résolution 2559 : rapports du secrétaire général sur le Soudan et le Soudan du Sud. Lettre du président du Conseil sur le résultat du vote (S/2020/1276) et les détails du vote (S/2020/1280) (adoptée le 22 décembre 2020)

### 2021
- Résolution 2562 : rapports du secrétaire général sur le Soudan et le Soudan du Sud (adoptée le 11 février 2021)
- Résolution 2575 : rapports du secrétaire général sur le Soudan et le Soudan du Sud. Lettre du président du Conseil sur le résultat du vote (S/2021/450) et les détails du vote (S/2021/458) (adoptée le 11 mai 2021)
- Résolution 2577 : rapports du secrétaire général sur le Soudan et le Soudan du Sud. Lettre du président du Conseil sur le résultat du vote (S/2021/515) et les détails du vote (S/2021/518) (adoptée le 28 mai 2021)
- Résolution 2579 : rapports du secrétaire général sur le Soudan et le Soudan du Sud (adoptée le 3 juin 2021)
- Résolution 2606 : rapports du secrétaire général sur le Soudan et le Soudan du Sud (adoptée le 15 novembre 2021)
- Résolution 2609 : rapports du secrétaire général sur le Soudan et le Soudan du Sud (adoptée le 15 décembre 2021)

### 2020
- Résolution 2620 : rapport du secrétaire général sur le Soudan et le Soudan du Sud (adoptée le 15 février 2022)
- Résolution 2625 : rapports du secrétaire général sur le Soudan et le Soudan du Sud (adoptée le 15 mars 2022)
- Résolution 2630 : rapports du secrétaire général sur le Soudan et le Soudan du Sud (FISNUA) (adoptée le 12 mai 2022)
- Résolution 2633 : rapports du secrétaire général sur le Soudan et le Soudan du Sud (adoptée le 26 mai 2022)
- Résolution 2636 : rapports du secrétaire général sur le Soudan et le Soudan du Sud (MINUATS) (adoptée le 3 juin 2022)
- Résolution 2660 : rapports du secrétaire général sur le Soudan et le Soudan du Sud (FISNUA) (adoptée le 14 novembre 2022)

### 2023
- Résolution 2676 : rapports du secrétaire général sur le Soudan et le Soudan du Sud (adoptée le 8 mars 2023)
- Résolution 2677 : rapports du secrétaire général sur le Soudan et le Soudan du Sud (MANURSS) (adoptée le 15 mars 2023)
- Résolution 2683 : Rapports du Secrétaire général sur le Soudan et le Soudan du Sud (adoptée le 30 mai 2023)
- Résolution 2685 : Rapports du Secrétaire général sur le Soudan et le Soudan du Sud (MINUATS) (adoptée le 2 juin 2023)
- Résolution 2708 : Rapports du Secrétaire général sur le Soudan et le Soudan du Sud (FISNUA) (adoptée le 14 novembre 2023)
- Résolution 2705 : Rapports du Secrétaire général sur le Soudan et le Soudan du Sud (MINUATS) (adoptée le 1er décembre 2023)

### 2024
- Résolution 2724 : Rapports du Secrétaire général sur le Soudan et le Soudan du Sud (adoptée le 8 mars 2024)
- Résolution 2725 : Rapports du Secrétaire général sur le Soudan et le Soudan du Sud  (Groupe d’experts) (adoptée le 8 mars 2024)
- Résolution 2726 : Rapports du Secrétaire général sur le Soudan et le Soudan du Sud  (MINUSS) (adoptée le 14 mars 2024)
- Résolution 2729 : Rapports du Secrétaire général sur le Soudan et le Soudan du Sud (MINUSS) (adoptée le 29 avril 2024)
- Résolution 2731 : Rapports du Secrétaire général sur le Soudan et le Soudan du Sud (adoptée le 30 mai 2024)
- Résolution 2760 : Rapports du Secrétaire général sur le Soudan et le Soudan du Sud (FISNUA) (adoptée le 14 novembre 2024)